# Luis Movilla Montero
Luis Movilla Montero, maestro de profesión, fue alcalde de Badajoz entre 1977 y 1983. Fue elegido concejal en 1973 por el tercio familiar. Sustituyó a Jaime Montero de Espinosa tras su dimisión, en diciembre de 1977, y fue el primero elegido tras la llegada de la democracia, por la Unión de Centro Democrático, como resultado de las elecciones de 1979. Consiguiendo UCD catorce concejales la mayoría absoluta, diez el PSOE y tres el PCE. En la lista de Movilla figuraron, por primera vez en Badajoz, mujeres como concejales. 

## Reconocimiento
En su honor se le dio nombre a una de las calles de la ciudad, la avenida Luis Movilla Montero.

## Enlaces
Avenida Luis Movilla Montero

| Predecesor: Jaime Montero de Espinosa | Alcalde de Badajoz 1977 - 1983 | Sucesor: Manuel Rojas Torres |